# ثوم كريستوفر
ثوم كريستوفر (بالإنجليزية: Thom Christopher)‏ (5 أكتوبر 1940 - 5 ديسمبر 2024)، هو ممثل أمريكي بدأ مسيرته الفنية سنة 1974. فاز بجائزة المسرح العالمي. من مواليد 5 أكتوبر 1940 في كوينز، نيويورك، الولايات المتحدة،

## الأعمال
- حياة واحدة للعيش
- غايدنغ لايت
- المحبة
- ذا إدج أوف نايت

## روابط خارجية
- ثوم كريستوفر على موقع IMDb (الإنجليزية)
- ثوم كريستوفر على موقع ألو سيني (الفرنسية)
- ثوم كريستوفر على موقع أول موفي (الإنجليزية)
- ثوم كريستوفر على موقع قاعدة بيانات برودواي على الإنترنت (الإنجليزية)
- ثوم كريستوفر على موقع قاعدة بيانات الأفلام السويدية (السويدية)
- ثوم كريستوفر على موقع قاعدة بيانات الفيلم (الإنجليزية)
- ثوم كريستوفر على موقع كينوبويسك (الروسية)